# Sparekassen Himmerland
Sparekassen Himmerland var indtil 4. januar 2014 et pengeinstitut med hovedsæde i Aars. 
Sparekassen Himmerland blev etableret i 1871 og havde filialer i Himmerland, i Aalborg, Aarhus og Fjerritslev.
I 2014 fusionerede Sparekassen Himmerland med Sparekassen Hobro, og blev til Jutlander Bank, som i 2021 blev til Sparekassen Danmark.